# Lütz
Pour les articles homonymes, voir Lutz.
Lütz est une municipalité de l'arrondissement (Landkreis) de Cochem-Zell du Land de Rhénanie-Palatinat, en Allemagne. Elle fait partie de la communauté des communes de Treis-Karden qui compte 17 communes.

## Géographie
La commune de Lütz, qui compte de nombreuses maisons à colombages, se situe au nord du massif du Hunsrück, dans une vallée latérale de la Moselle.